# Megophrys parallela
Espèce
Synonymes
- Megophrys parallelus Inger & Iskandar, 2005
- Xenophrys parallelus (Inger & Iskandar, 2005)
- Xenophrys parallela (Inger & Iskandar, 2005)

Statut de conservation UICN

 LC  : Préoccupation mineure
Megophrys parallela est une espèce d'amphibiens de la famille des Megophryidae.

## Répartition
Cette espèce est endémique de Sumatra en Indonésie. Elle se rencontre entre 1 289 et 1 320 m d'altitude dans les environs de Solok dans la province de Sumatra occidental,.

## Publication originale
- Inger & Iskandar, 2005 : A collection of amphibians from West Sumatra, with description of a new species of Megophrys (Amphibia: Anura). The Raffles Bulletin of Zoology, vol. 53, no 1, p. 133-142 (texte intégral).